# تطبيق تكنولوجيا الطاقة الشمسية لوكالة ناسا
تطبيق تكنولوجيا الطاقة الشمسية في وكالة ناسا (NSTAR) هو تطبيق لتطوير سفينة فضائية لها محرك أيوني. وتمتاز بكفائتها العالية وأن قوة دفع المركبة الفضائية تعتمد على الطاقة الكهربية المولودة من الخلايا الشمسية . وتستخدم أقطاب كهربية عالية الجهد لتسريع الأيونات بالقوي الكهروستاتيكية .

## التطوير والاداء
والهدف من برنامج (NSTAR) هو تطوير نظام الدفع بالوقود زينون لبعثات الفضاء السحيق.
وبالفعل تم تطوير النظام على يد مركز جلين للأبحاث التابع لوكالة ناسا و شركة الدفاع الأمريكية جنرال ديناميكس .

وفي أوائل التسعينات (1990s)تم تطوير البرنامج من قبل مختبر الدفع النفاث (JPL)بالتعاون مع شركة موغ (Moog Inc).

المحرك الأيوني

وتتسارع الأيونات من خلال الشبكتين الفرق في الجهد بينهما 1300 فولت لتشغيل 2.3 كيلو وات. وفي عام 1996 تحمل النموذج الأول 8000 ساعة من التشغيل المتواصل في غرفة الفراغ والتي تحاكي ظروف الفضاء الخارجي . وتم استخدام هذة النتائج لتصميم معدات السفينة (Deep space 1). وكانت إحدي التحديات هي تصميم وتطوير وحدة معالجة مدمجة خفيفة الوزن، والتي تعمل على تحويل الطاقة الشمسية إلي الطاقة التي يحتاجها المحرك.
ويعطي المحرك دفعه محدده في زمن قدرة 1-3000 من الثانية. وهذا الرقم أعلى من طرق الدفع التقليدية، وهذا يؤدي إلي توفير التكايف إلي حوالي النصف . وإلي صناعة مركبات أخف بكثير، وأقل في تكلفة الإطلاق.

## التطبيقات
تم استخدام هذا التطبيق لأول مره في المركبة الفضائية (DEEP Space 1) الذي أطلق في يوم 24 أكتوبر عام 1998. وكانت مهمة هذة المركبة هي التحليق حول مذنب Borrelly. وأنتجت 2.3 كيلو وات كدفعة أولى.
وكان الاستخدام الثاني لها التطبيق في المسبار الفضائي دوون مع ثلاث وحدات زائدة. كل وحدة منهم بقطر 30 سم. وتعتبر بعثة دوون هي أول بعثة إستكشافية لوكالة ناسا باستخدام الدفع الأيوني لدخول ومغادرة أكثر من مدار.
وقد صرح مهندسي وكالة ناسا أن محركات NSTAR ذات القدرة 5 كيلوواط وتوجيه 0.04 رطل، هي المرشحة لدفع السفن الفضائية إلي أوروبا (قمر) , كوكب بلوتو, والأجسام الصغيرة الأخرى في الفضاء السحيق.